# Pendleton County (Kentucky)
Pendleton County je okres ve státě Kentucky v USA. K roku 2010 zde žilo 14 877 obyvatel. Správním městem okresu je Falmouth. Celková rozloha okresu činí 730 km². Na severovýchodě sousedí se státem Ohio.

## Sousední okresy
| Růžice kompasu | Kenton County   | Campbell County             | Clermont County (OH) | Růžice kompasu |
| Růžice kompasu | Grant County    | Sever                       | Bracken County       | Růžice kompasu |
| Růžice kompasu | Grant County    | Pendleton County (Kentucky) | Bracken County       | Růžice kompasu |
| Růžice kompasu | Grant County    | Jih                         | Bracken County       | Růžice kompasu |
| Růžice kompasu | Harrison County |                             |                      | Růžice kompasu |